# Колесников, Анатолий Сергеевич
Анато́лий Серге́евич Коле́сников (род. 24 июня 1940, Танхой, Бурятская АССР) — советский и российский философ, историк философии. Доктор философских наук, профессор.

## Биография
Окончил Иркутский сельскохозяйственный техникум (1960), работал главным зоотехником колхоза им. Калинина Боханского района Усть-Ордынского бурятского национального округа.
В 1961—1964 годах служил в Советской армии, одновременно учился на заочном отделении МГСХА им. К. А. Тимирязева. В 1969 году окончил философский факультет ЛГУ.
В 1972 году там же окончил аспирантуру по кафедре истории марксистско-ленинской философии, защитил кандидатскую диссертацию «Вопросы атеизма в философии Бертрана Рассела». С того же года преподаёт на философском факультете ЛГУ.
В 1982—1984 годах руководитель группы советских специалистов, советник ректора Гаванского университета (Куба).
Докторская диссертация — «Критический анализ философии Бертрана Рассела» (1988). С 1990 года — профессор кафедры современной зарубежной философии, в 1992—2006 годах заведующий этой кафедрой. С 2006 года — профессор кафедры истории философии СПбГУ.
Также является Директором центра философской компаративистики СПбГУ и научным редактором журнала сравнительной философии «PARADIGMA».
Автор множества работ, А. С. Колесников анализирует проблемы современной аналитической философии, эмотивистской этики, философии постмодернизма, традиции западного свободомыслия, философской компаративистики, вопросы методологии исследования современной зарубежной философии. А. С. Колесникову принадлежит ряд переводов с английского и испанского языков.

## Основные работы
Книги
- Свободомыслие Бертрана Рассела. М.: Мысль, 1978
- Философия Бертрана Рассела. Л.: Изд-во ЛГУ, 1991;
- Формы субъективности в философской культуре XX века. СПб., 2001;
- Структурализм, постструктурализм, постмодернизм. Минск: РИВШ, 2007.
- Философская компаративистика: Восток-Запад. — СПб.: Изд-во СПбГУ, 2004. — 390 с.
- Мировая философия в эпоху глобализации. Нью-Йорк. — СПб.: Зарубежная Россия, 2008
- История философии / под ред. А. С. Колесникова. СПб.: Питер, 2010. — 656 с.
- Тезаурус педагогического образования. Т. 1. Философия и методология образования: компаративный аспект. СПб., 2012. — 166 с.
- История мировой философии / под ред А. С. Колесникова. М.: Академпроект и Альмаматер, 2013;

Статьи
- Аналитический философский метод и русская философия // Русская философия Восток и Запад. IV конф. по русской философии. Пятигорск, 1994.
- Историко-философский процесс и реальность современной зарубежной мысли // Философия на рубеже веков. СПб., 1996.
- Трансфилософия как реальность культуры и философского знания // Вече. № 8. 1996.
- Введение в историю латиноамериканской философии // Современная зарубежная философия: компаративистский подход. Т. 2. СПб., 1998.
- Декарт и постмодернистское «возрождение» субъекта // Мысль. Вып.2. СПб., 1999.
- Философия и литература: современный дискурс // История философии, культура и мировоззрение. СПб., 2000;
- Философия и диалог культур // Культурологические чтения: Науч.-теорет. альманах. СПб., 2005. С. 34-39.
- Философия в Австралии: история, мыслители, проблемы // Хора. Журнал современной зарубежной философии и философской компаративистики. 2007. № 1/2. С. 5-33.
- Обозримые тенденции становления философии в начале XX века // Историко-философский ежегодник. 2006 / Ин-т философии РАН. М.: Наука. 2006. С. 5-38;
- Введение в историю женщин-философов // Хора. Журнал современной зарубежной философии и философской компаративистики. 2009. № 3-4. С. 109—118;
- Концептуальные проблемы на границах новейшей философии // Диалог философских культур и становление трансверсальной философии. СПб., 2010. C. 6-26.